# Ailly-le-Haut-Clocher
Ailly-le-Haut-Clocher är en kommun i departementet Somme i regionen Hauts-de-France i norra Frankrike. Kommunen ligger i kantonen Ailly-le-Haut-Clocher som tillhör arrondissementet Abbeville. År 2022 hade Ailly-le-Haut-Clocher 1 021 invånare.

## Befolkningsutveckling
Antalet invånare i kommunen Ailly-le-Haut-Clocher
| Referens: INSEE |